# ちょるる
ちょるるは、2011年（平成23年）に山口県で開催された第66回国民体育大会「おいでませ!山口国体」および第11回全国障害者スポーツ大会「おいでませ！山口大会」のマスコットキャラクター。国体終了後は、おいでませ山口観光宣伝部長を経て、2012年10月より山口県PR本部長となった。

## 概要
2007年10月14日に開催された「おいでませ！山口国体 ジャンプアップフェスタ2007」で初披露された。特色のある緑色の髪型は「山口」の「山」の形を表すとともに、人や自然からあふれるエネルギーをキャッチするアンテナの役割を果たすという設定となっている。なお、顔の部分は「山口」の「口」の形を表しているという。
キャラクターデザインは県が実施したデザインコンペに応募のあった80点あまりのデザインから周南市のデザイン会社である有限会社三装が提案したものが採用された。デザインを手がけたのは三装を通じて応募したphグラフィックス（周南市）の福永みつお（平生町在住）だが、キャラクター公表後にはデザイナーが三装の社長である重岡宏典とされたため、福永が三装に対して自らがちょるるのデザインを手がけたことの地位を確認する民事裁判を提訴、2011年に両者間で和解が成立して、改めてちょるるの「アートディレクター兼デザイナー」として福永の名前が公表された。なお、当時の募集要項に基づき、ちょるるの著作権はおいでませ!山口国体・山口大会実行委員会に帰属している。
デザイン披露と同時に愛称の公募が行われ、10月14日から11月30日までの公募期間中に寄せられた9,227件の中から、山口弁の語尾に多用される「～ちょる」（～ている）をアレンジした「ちょるる」が選ばれた。キャラクターの愛称決定にあわせ、おいでませ！山口国体の広報誌にも2008年7月発行の第8号から『ちょるる』の愛称が名付けられている。

## 略歴

### おいでませ!山口国体・山口大会
2008年以降、国体のPRのために県内各地のイベントに出演。各種パンフレットや参加章・参加記念章などの関連品にちょるるがデザインされた他、大会応援歌「ファイト！ちょるる」やダンス「ちょるるダンス」が作られた。関連グッズ販売では、ちょるるの国体ピンバッジなどの売上が約2億8000万円を記録している。

### おいでませ！山口イヤー観光交流キャンペーン
おいでませ！山口国体・山口大会終了に伴い山口国体・山口大会PRマスコットとしての役割は終えたが、2011年11月1日より「おいでませ！山口イヤー観光交流キャンペーン」のマスコットとして、引き続き山口県をPRする「おいでませ山口観光宣伝部長」に任命される。任期はキャンペーン期間中の2012年8月末までとなっているが、当時の山口県知事の二井関成は「観光の他の特命も与えるかもしれない」と今後も他のキャンペーンでのPR担当の役割を与える可能性も示唆した。
なお、このキャンペーンの人件費（1400万円）には東日本大震災の復興予算が使われているが、キャンペーンでの雇用者の中には大震災の被災者が含まれていなかったため、2013年6月になって全国各地の自治体における復興予算の使途を問題とする報道の中で、代表例の一つとして取り上げられることになった。

### 山口県PR本部長
2012年9月13日に開かれた山口県観光審議会において、観光分野に限らず幅広く山口県をアピールする「山口県PR本部長」への昇進が承認され、翌10月11日の任命式で県知事山本繁太郎より任命書が渡された。また、今回の昇進に併せて、キャラクターデザインの商業利用も無料化されている。ぬいぐるみや菓子類の商品化など、商業利用の申請数は2012年12月20日時点で50件で、千葉県や広島県など山口県外企業からの申請もある。

### ゆるキャラグランプリ
2012年9月15日に投票が開始された「ゆるキャラグランプリ2012」に、同月20日に初エントリーし、10月初旬にはランキング2位となった。山口県庁エントランスや周南市徳山動物園等で辻立ちして応援を呼びかけてきたものの、1位である今治市のゆるキャラバリィさんとの得票差が広がってきたことから、同月19日に県庁で緊急記者会見を開き、涙ながらに必勝の決意を表明すると共に、県内各所を遊説して応援の呼びかけを行うことを発表した。11月25日に開催されたゆるキャラサミットの結果発表では、バリィさんには及ばなかったものの462,970票で準グランプリを獲得した。
翌年の「ゆるキャラグランプリ2013」では、「ゆるキャラグランプリ ちょるる最後の挑戦」と題して再びエントリーしたものの7位に終わり、グランプリの獲得はできなかった。2014年は前年の宣言どおりエントリーしていない。

### その他
2012年11月27日に、2015年に山口県で開催の第28回全国健康福祉祭山口大会（ねんりんピックおいでませ！山口2015）の大会マスコットに選ばれたことが発表された。
2013年2月25日、山口県庁でハローキティとの「おともだち協定」が結ばれた。前年12月のサンリオピューロランドのイベント「2012 SANRIO THANKS PARTY！」で出会ったことをきっかけに、山口県がサンリオへの働きかけたことで実現した。ハローキティが、他のキャラクターと協定を結ぶのは初めてとなる。今後、イベントでの相互出演やコラボレーショングッズの開発・情報発信などを通じて人々に元気を届けることとしている。
衣装持ちでもあり、山口県の魅力を表現した私用の衣装や、ちょるる仕様のレノファ山口FC（レノ丸就任前に多用していた）のユニフォームに加え、国体以降に山口県で開催される大型イベントのマスコットキャラクターとなっており、その都度衣装を用意する。また、『やまぐち幕末ISHIN祭』仕様の衣装（長州藩士の服装がモチーフで、裏側にやまぐち幕末ISHIN祭のロゴがあしらっている）は山口県の観光PRを目的としたイベントが最優先される。